# Mauges
Mauges è una piccola regione dell'ovest della Francia, situato nel dipartimento del Maine e Loira.

## Etimologia
La zona del Mauges deve il suo nome al suo suolo ricco in minerali metalliferi: metallica regio o Pagus Medalgicus o Pagus Metallicus (paese del metallo) che dal latino si è evoluto gradualmente in Mauges. Secondo una "leggenda" ricorrente, il nome di Mauges verrebbe da Giulio Cesare, che chiama "MAUvaise GEnS" che significa "gente malvagia", la popolazione del Mauges dell'epoca.

## Geografia
Mauges è situato al Sud-Est del massiccio armoricano. La regione confina a nord con i Paesi della Loira; a sud con il Sèvre Nantaise; mentre a ovest e a est i limiti sono meno marcati, a est con la barriera di scisto che si estende tra Cholet e Saint-Lambert-du-Lattay e a ovest dal fiume Divatte. Il paesaggio è composto da bocage e è solcato da valli, in particolare quella dell'Èvre e del Sèvre Nantaise. Questa regione collinosa culmina con la collina "Puy de la Garde" e i suoi 216 metri, di Saint-Georges-des-Gardes che è per questo il più alto villaggio del Mauges. La regione del Mauges conta oggi 63 comuni, situati in un triangolo tra Nantes, Angers e Cholet.

## Storia

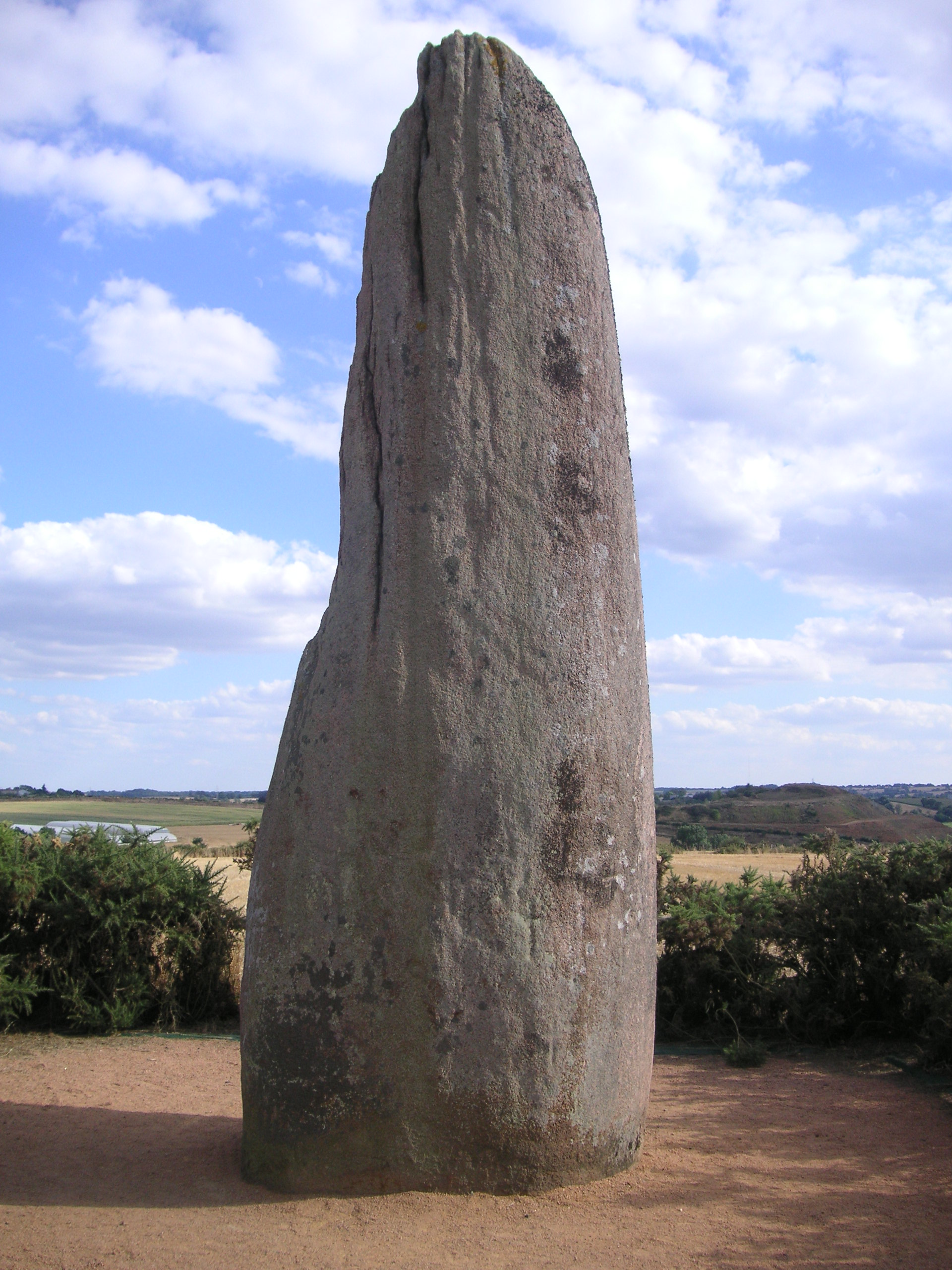
Mehnir a Saint-Macaire-en-Mauges

Le più vecchie tracce di presenza umana risalgono a 10.000 anni A.C.: molti dolmen e menhir sono stati trovati in questa regione, in particolare a Fief Sauvin e a Saint-Macaire-en-Mauges.
Originariamente il Mauges comprendeva la Bretagna, unita quando Erispoë divenne re dei bretoni, l'Armorica durante il regno di Salaün e il Bocage a sud dei Paesi della Loira (regioni che corrispondono quasi al territorio della "Vandea Militare"). Concludendo, una grande parte del Mauges è collegata ad Angiò in seguito alle conquiste di Folco III d'Angiò, conte di Angiò che allora dipendeva dalla Bretagna e dal Poitou. 
Il Mauges si suddivide dal IX secolo tra una parte bretone tra i fiumi Sèvre Nantaise, Moine e Divatte ed una parte angioina situata a sud-ovest di Angiò, e a sud della Loira. Il Mauges oltre a suoi legami storici, politici e culturali con Angiò, conserva anche un'influenza poitevina a livello dialettale ed architettonico, nantese e vandeana a livello musicale, storico ed economico. 
Il Mauges è famoso per essere stato uno dei principali teatri di guerra delle Guerre di Vandea di cui Cholet era il centro.
Nel 1789 gli abitanti del comune di Boissière-du-Doré, situata sulla riva destra del fiume Divatte, non inviò dei suoi rappresentanti a Parigi in occasione della creazione dei dipartimenti francesi, questo porterà alla separazione del Mauges e di Angiò e la loro unione al dipartimento della Loira Atlantica.

## Personalità
- Jean III il buono: Duca della Bretagna, nato a Champtoceaux.
- Joachim du Bellay: poeta francese de "La Pléiade" nato a Liré.
- François Bernier: filosofo e viaggiatore francesi del XVII secolo nato e vissuto a Joué, attuale Valanjou.
- Jacques Cathelineau: soprannominato il "santo di Anjou" - nato al Pin-en-Mauges - è stato generalissimo dell'Esercito cattolico e reale durante le Guerre di Vandea.
- Charles Melchior Artus de Bonchamps: è stato generalissimo dell'Esercito cattolico e reale dopo la morte di Cathelineau, durante le Guerre di Vandea. È morto a Saint-Florent-le-Vieil.
- Hippolyte Maindron: scultore francese nato a Champtoceaux.
- Louis Poirier alias Julien Gracq: autore francese nato a Saint-Florent-le-Vieil.
- Albert-René Biotteau: creatore della fabbrica di scarpe di Saint-Pierre-Montlimart e fondatore del gruppo ERAM.
- Hervé de Charette: deputato-sindaco (UMP) di Saint-Florent-le-Vieil - ex ministro.
- Jean-Marc Ayrault: deputato-sindaco di Nantes nato a Maulévrier - Presidente del gruppo socialista all'assemblea nazionale.
- Antoine Rigaudeau: ex cestista, nato a Cholet

| Controllo di autorità | VIAF (EN) 477144783162925045813 |